# La Higuera (Bolivie)
Pour les articles homonymes, voir La Higuera.
La Higuera est un village du département de Santa Cruz, en Bolivie. Il est situé à 155 km au sud-ouest de Santa Cruz de la Sierra et à 35 km (60 km par la route) au sud-ouest de Vallegrande, le chef-lieu de la province. Sa population était de 119 habitants en 2001.
La Higuera est le lieu où Che Guevara a été capturé et exécuté en 1967.

## Histoire
La Higuera signifie « le figuier » en espagnol. L'isolement de la région permit au groupe de guérilleros de Che Guevara de se cacher de l'armée bolivienne pendant sa tentative de révolution en 1967. Le célèbre révolutionnaire fut cependant capturé le 8 octobre 1967 et exécuté le lendemain. Son corps fut ensuite exposé aux photographes à Vallegrande.
Depuis 2004, la Ruta del Che (route du Che) permet aux curieux de revivre la dernière aventure du révolutionnaire.

## Galerie

La Higuera
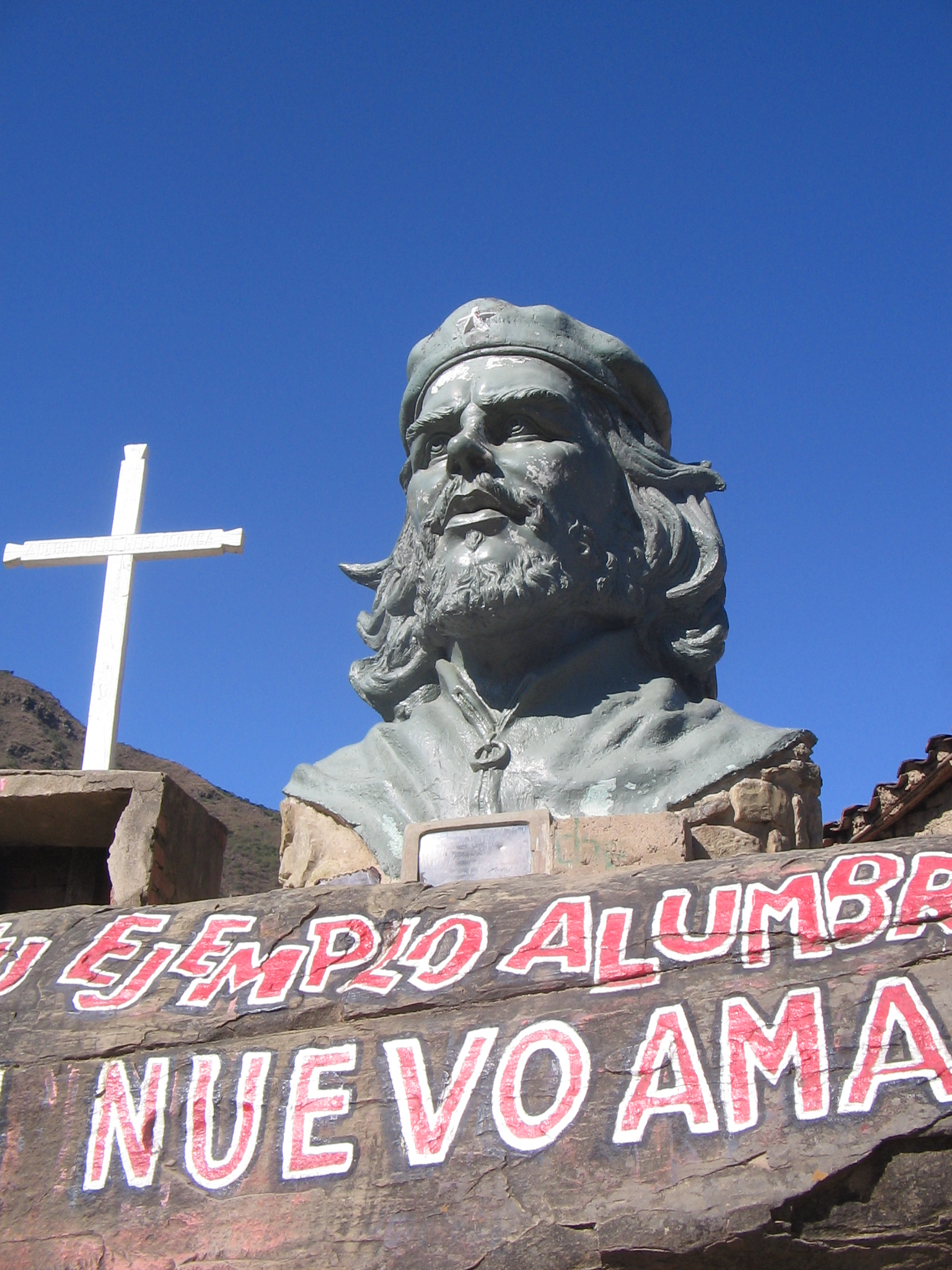
Monument de Che Guevara sur le site de son exécution
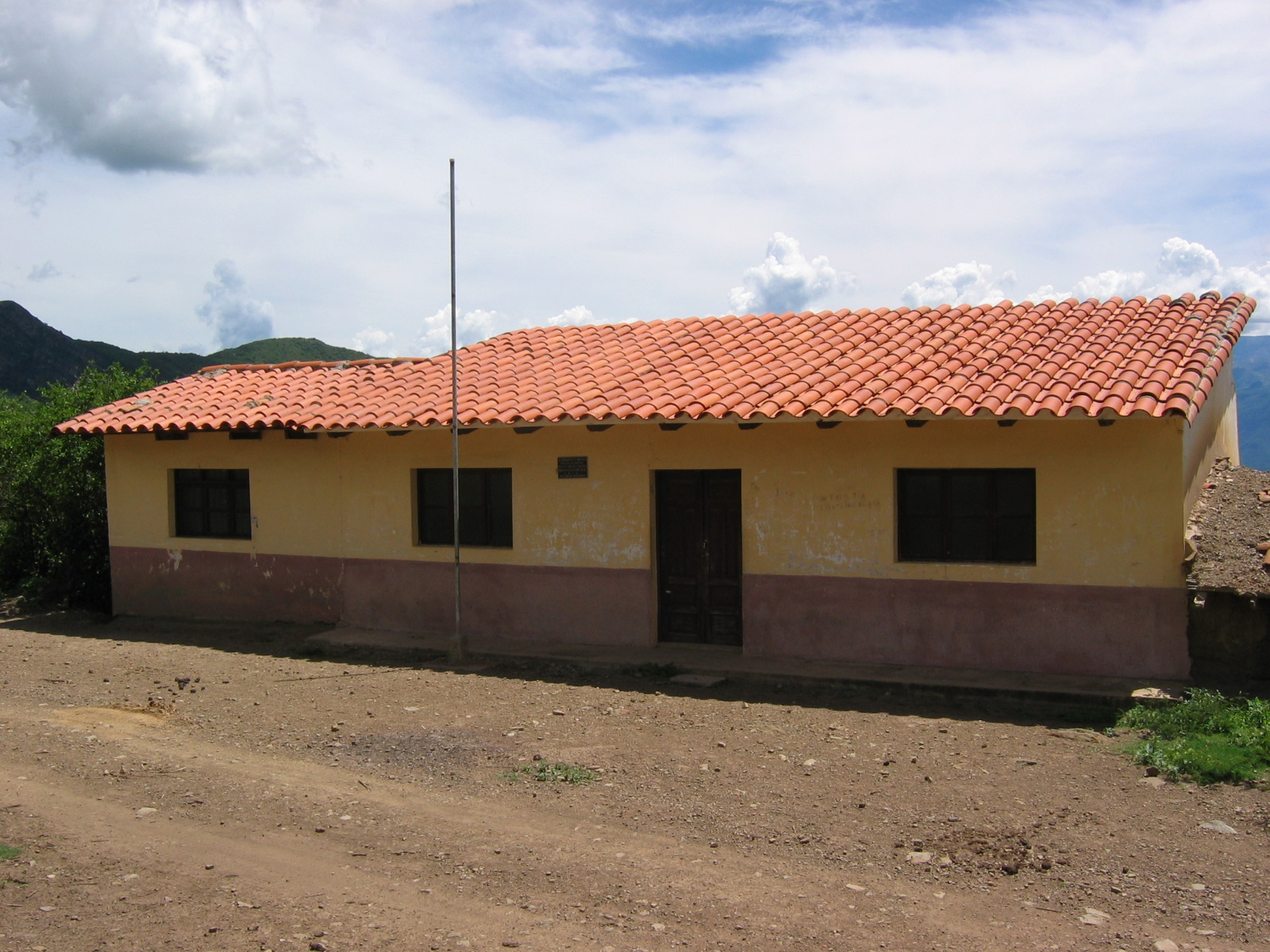
L'école où il a été exécuté (aujourd'hui un musée)
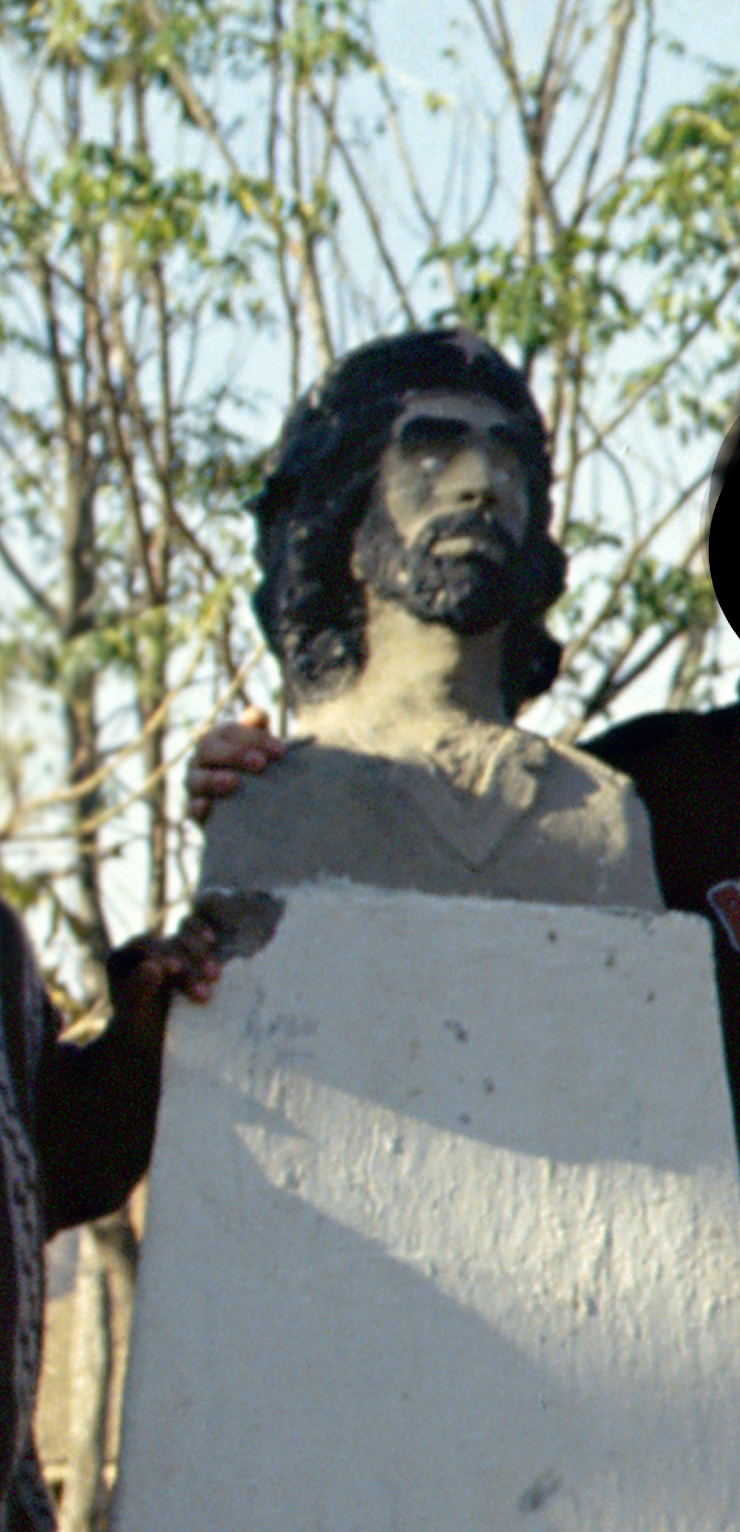
Buste du Che (tel qu'il était en 1994)

## Représentation culturelle de La Higuera

### Au cinéma
- 2019 : Journal de Bolivie - 50 ans après la mort du Che, de Jules Falardeau et Jean-Philippe Marcoux